# Ноултон, Нэнси
Нэнси Ноултон (англ. Nancy Knowlton, род. 30 мая 1949) —  американский учёный, биолог. Изучает коралловые рифы. Бывший профессор кафедры морских наук имени Сента в Смитсоновском Национальном музее естественной истории.
Супруг — Джереми Джексон, биолог,  проживают в Ла-Хойе.

## Биография
Окончила Гарвардский университет и Калифорнийский университет в Беркли, получив степень доктора философии. Она была профессором Йельского университета, затем присоединилась к Смитсоновскому институту тропических исследований в Панаме.
Она является приглашённым профессором морской биологии в Институте океанографии Скриппса. Работая в Институте Скриппса, Ноултон также основала Центр морского биоразнообразия и сохранения. В 1999 году она была удостоена звания стипендиата фонда Альдо Леопольда, а в 2008 году была избрана в совет Американской ассоциации содействия развитию науки (AAAS). Она также является одним из трёх сопредседателей проекта «Перепись населения коралловых рифов».
Автор книги «Граждане моря», опубликованной National Geographic в 2010 году в ознаменование окончания переписи населения океана. В 2011 году Ноултон получила 17-ю ежегодную премию Heinz Award за особый акцент на защите окружающей среды. В 2013 году Ноултон была избрана членом Национальной академии наук США.

## Избранные публикации
- Knowlton, N. 2008. «Coral reefs». Current Biology 18: R18-R21.
- Knowlton, N. and J. B. C. Jackson. 2008. «Shifting baselines, local impacts, and global change on coral reefs». PLoS Biology 6: e54, 6 pp.
- Hoegh-Guldberg, O., P. J. Mumby, A. J. Hooten, R. S. Steneck, P. Greenfield, E. Gomez, C. D. Harvell, P. F. Sale, A. J. Edwards, K. Caldeira, N. Knowlton, C. M. Eakin, R. Iglesias-Prieto, N. Muthiga, R. H. Bradbury, A. Dubi, and M. E. Hatziolos. 2007. «Coral reefs under rapid climate change and ocean acidification». Science 318: 1737—1742.
- Knowlton, N. 2004. «Multiple „stable“ states and the conservation of marine ecosystems». Progress in Oceanography. 60: 387—396.
- Fukami, H., A. F. Budd, G. Paulay, A. Solé-Cava, C. A. Chen, K. Iwao, and N. Knowlton. 2004. «Conventional taxonomy obscures deep divergence between Pacific and Atlantic corals». Nature 427: 832—835.
- Rohwer, F., V. Seguritan, F. Azam, and N. Knowlton 2002. «High diversity and species-specific distribution of coral-associated bacteria». Marine Ecology Progress Series 243: 1-10.
- Knowlton, N. 2001. «The future of coral reefs.» Proceedings of the National Academy of Sciences of the United States of America 98:5419-5425.
- Williams, S. T. and N. Knowlton. 2001. «Mitochondrial pseudogenes are pervasive and often insidious in the snapping shrimp genus Alpheus». Molecular Biology and Evolution 18:1484-1493.
- Knowlton, N. 2000. «Molecular genetics analyses of species boundaries in the sea». Hydrobiologia 420:73-90.
- Herre, A., N. Knowlton, U. Mueller and S. Rehner. 1999. «The evolution of mutualisms: Exploring the paths between conflict and cooperation». Trends in Ecology and Evolution 14:49-53.